# Štitare (miasto Novi Pazar)
Štitare (cyr. Штитаре) – wieś w Serbii, w okręgu raskim, w mieście Novi Pazar. W 2011 roku liczyła 100 mieszkańców.